# 고쿠가촌
고쿠가촌(国衙村)은 효고현 시카마군에 있던 촌이다. 현재의 히메지시 중심부 히메지역 남동일대에 해당한다.

## 역사
- 1889년 4월 1일 - 정촌제 시행에 의해 시키토군 고쿠가촌이 성립하였다.
- 1896년 4월 1일 - 군 통합에 의해 시카마군이 성립하여 소속이 변경되었다.
- 1912년 4월 1일 - 오아자-호조와 도요사와의 일부가 히메지시에 편입되었고, 오아자 쇼다, 난조, 호조, 도요사와의 나머지 부분은 이치도노촌(오아자 아보와 이치노고의 일부)와 합쳐져 조난촌이 형성되어. 동일 고쿠가촌은 폐지되었다.

## 참고문헌
- 商業興信所編『日本全国諸会社役員録 明治35年』商業興信所、1893 - 1911年。
- 『角川日本地名大辞典 28 兵庫県』 「角川日本地名大辞典」編纂委員会編纂、角川書店、1988年。ISBN 978-4-04-001280-3。